# 몬스터 볼 (영화)
《몬스터 볼》(영어: Monster's Ball)는 2002년에 개봉한 미국 영화이며 74회 아카데미 시상식에서 여우주연상(할리 베리)와 각본상에 후보에 올라 이 중에서 여우주연상을 수상하였다. 아카데미 시상식 역사상 최초의 유색인종 여우주연상 수상자가 되었다.

## 줄거리
홀아비인 행크 그로토스키와 그의 아들 소니는 조지아주 교도소의 교도관이다. 그들은 아내가 자살로 사망한, 병들고 인종 차별주의자인 은퇴한 교도관인 행크의 아버지 벅과 함께 살고 있다. 소니의 친구인 흑인 윌리와 대릴 쿠퍼가 집에 찾아오자, 행크는 벅의 지시에 따라 엽총으로 그들을 겁줘 쫓아낸다.
행크는 교도소의 부교도소장으로, 유죄 판결을 받은 살인범 로렌스 머스그로브의 사형 집행을 감독하는 일을 맡고 있다. 머스그로브는 사형 집행 전에 아내 레티샤와 아들 티렐의 방문을 받는다. 집에 돌아온 레티샤는 남편의 임박한 죽음과 수많은 개인적, 재정적 어려움에 압도되어, 아들의 비만증을 비난하며 신체적, 감정적 학대를 한다. 사형 집행 전날 밤, 행크는 소니에게 교도관들이 사형에 참여할 사람들의 모임인 "몬스터 볼"을 개최한다고 말한다. 머스그로브는 끌려가기 전에 소니와 행크의 스케치를 그린다. 이 절차는 소니에게 너무 버거웠고, 그는 로렌스를 전기의자로 이끌다가 구토를 하고 쓰러진다. 사형 집행 후, 행크는 교도소 화장실에서 소니를 만나 머스그로브의 마지막 길을 망쳤다고 그를 폭행한다.
다음 날 아침, 행크는 침대에 있는 소니를 공격하고 집을 떠나라고 명령한다. 소니는 베개 밑에서 리볼버를 꺼내 아버지에게 겨눈다. 대치는 거실에서 끝나고 소니는 아버지에게 자신을 미워하는지 묻는다. 행크가 그렇다고, 항상 미워했다고 확인하자, 소니는 행크에게 자신은 항상 아버지를 사랑했다고 말한 후 가슴에 총을 쏴 자살한다. 충격을 받고, 수치스러워하며, 황폐해진 행크는 소니를 뒷마당에 묻는다. 그는 그 후 부교도소장 직을 사임하고, 뒷마당에서 제복을 태우고, 소니의 방 문을 잠근다. 그는 나중에 은퇴 생활에 대한 기분 전환을 위해 지역 주유소를 구입한다. 쿠퍼스 가족은 행크에게 위로를 전하고, 행크는 이를 받아들인다.
어느 비 오는 밤, 행크가 운전 중 길가에 티렐이 쓰러져 있는 것을 보고 레티샤가 도움을 청하는 것을 본다. 잠시 망설인 후, 행크는 차를 세운다. 티렐이 차에 치였다는 말을 듣고, 그들을 병원으로 데려가지만, 티렐은 부상으로 사망한다. 병원의 당국의 제안으로, 행크는 레티샤를 집까지 데려다준다. 며칠 후, 행크는 레티샤가 일하는 식당에서 그녀를 집까지 태워다준다. 그들은 차 안에서 그들의 공통된 상실에 대해 이야기하기 시작하고, 레티샤는 그를 안으로 초대한다. 행크는 레티샤가 로렌스의 미망인이라는 것을 알게 되지만, 그는 그녀의 남편 사형 집행에 자신이 참여했다는 사실을 말하지 않는다. 그들은 술로 슬픔을 달래고 관계를 맺는다.
행크는 결국 레티샤에게 쿠퍼스 가족과 그들의 아버지 라이러스가 수리해 준 소니의 트럭을 주겠다고 제안한다. 처음에는 불편해했지만, 그녀는 결국 받아들인다. 레티샤가 행크에게 줄 선물을 들고 그의 집에 들렀을 때, 그녀는 벅을 만나고 벅은 그녀를 모욕하며 행크가 흑인 여성과의 성관계를 즐기기 때문에 그녀와 관계를 맺고 있다고 암시한다. 이 발언에 불쾌해진 레티샤는 행크와 교류를 거부한다. 벅의 행동을 알게 된 행크는 마침내 아버지에게 맞서고 그를 사설 요양원으로 보낸다. 그는 그 후 주유소 이름을 "레티샤의"로 바꾸고, 질문을 받으면 자신의 여자친구 이름이라고 답한다.
레티샤는 집에서 쫓겨나고 행크는 그녀에게 자신과 함께 살 것을 제안한다. 그가 외출한 동안, 그녀는 로렌스가 그린 소니와 행크의 그림을 발견하고, 남편의 죽음에 행크가 연루되었음을 알게 된다. 그녀는 처음에는 그 사실에 경악하지만, 고통으로 무감각해지고 로렌스가 살인을 저질렀을 가능성이 높기 때문에 사형 집행이 당연히 합법적이었다는 것을 깨닫고 머무른다. 영화는 두 사람이 뒷마당에서 함께 아이스크림을 먹는 장면으로 끝이 나고, 행크는 그들이 괜찮을 것이라고 말한다.

## 출연
- 빌리 밥 손턴 - 행크 그로토스키
- 할리 베리 - 레티샤 머스그로브
- 피터 보일 - 벅 그로토스키
- 히스 레저 - 소니 그로토스키

## 한국판 성우진(KBS) (2004년 2월 28일)
- 오세홍 - 행크 그로토스키(빌리 밥 손턴)
- 오길경 - 레티샤 머스그로브(할리 베리)
- 송두석 - 벅 그로토스키(피터 보일)
- 유동균 - 소니 그로토스키(히스 레저)
- 정옥주 - 루시(테일러 심슨) / 윌리(찰스 코완)
- 이재용 - 교도소장(윌리엄 로코스) / 형사(리치 몽고메리)
- 김관진 - 필(마커스 라일 브라운) / 경찰(버나드 존슨)
- 서윤석 - 로랜스(숀 콤스)
- 전인배 - 스미스(앤서니 빈)
- 구민선 - 타이렐(코론지 칼혼)
- 류다무현 - 라이너스(모스 데프)
- 임진응 - 토미(마일로 에디카)
- 민지 - 베라(앰버 룰스) / 데릴(테일러 래그랑)
- 임채헌 - 교도관(마샬 케인)

### KBS판 스태프
- 녹음 - 박용규
- 편집 - 윤수야, 송제혁
- 그래픽 - 권미정
- 번역 - 최성연
- 연출 - 이원희
- 우리말제작 - KBS 미디어